# エクソシスト ビギニング
『エクソシスト ビギニング』（EXORCiST: THE BEGiNNiNG）は、2004年のアメリカ映画。

## 概要
映画『エクソシスト』シリーズの第4作であり、25年前のメリン神父の戦いを描いた序章＝エピソード0ものとなっている。
当初は、ジョン・フランケンハイマーが監督する予定だったが、亡くなったため、ポール・シュレイダーによって撮られることになった。しかし製作会社が出来の地味さに難色を示し、アクションシーンを追加するために新たに雇われたレニー・ハーリンによって全面的に作り直された。なお、本作品の批評的な不興を受け、製作会社はお蔵入りにしていたシュレイダーによるバージョンを翌2005年『ドミニオン』(en:Dominion: Prequel to the Exorcist)として公開している。
またリーアム・ニーソンがメリン神父を演じる予定だったが、スケジュールの都合により降板した。
第25回ゴールデンラズベリー賞の最低監督賞と最低リメイク及び続編賞にノミネートされた。

## あらすじ
第二次世界大戦末期、世界中を放浪し、アフリカに流れ着いたメリンは古美術収集家の男と知り合い、考古学発掘隊に加わることになった。発掘現場でフランシス神父やサラ・ノヴァック、そしてアフリカ人の少年のジョセフと出会い、親交を深めた。だが、ビサンチン帝国の聖堂地下に祭られている魔神パズズ像を発見以降、村に自殺者や殺人事件が起こり始める。発掘によって封じ込められていた邪悪な魂が復活し、何者かに乗り移り事件を起こしていた。メリンは神への信仰を復活させ、邪悪な魂と戦う為に聖堂の地下に向かった。

## キャスト
| 役名                       | 俳優                     | 日本語吹替                                  | 日本語吹替 |
| 役名                       | 俳優                     | ソフト版                                    | Netflix版  |
| -------------------------- | ------------------------ | ------------------------------------------- | ---------- |
| ランカスター・メリン神父   | ステラン・スカルスガルド | 津嘉山正種                                  | さかき孝輔 |
| フランシス神父             | ジェームズ・ダーシー     | 鉄野正豊                                    |            |
| ドクター・サラ・ノヴァック | イザベラ・スコルプコ     | 岡寛恵                                      |            |
| ジョセフ                   | レミー・スウィーニー     | 田野恵                                      |            |
| チューマ                   | アンドリュー・フレンチ   | 稲葉実                                      |            |
| グランヴィル少佐           | ジュリアン・ワダム       | 松本大                                      |            |
| ジオネッティ神父           | デイビッド・ブラッドリー | 大木民夫                                    |            |
| ジェフリーズ               | アラン・フォード         | 石森達幸                                    |            |
| 陸曹長                     | ラルフ・ブラウン         |                                             |            |
| ケッセル中尉               | アントニー・カメルリング |                                             |            |
| その他                     | N/A                      | 朴璐美 大滝寛 遠藤純一 魚建 保村真 小伏伸之 |            |

## スタッフ
- 監督：レニー・ハーリン
- 製作：ジェームズ・G・ロビンソン（英語版）
- 製作総指揮：ガイ・マケルウェイン、デヴィッド・C・ロビンソン
- 原作：ウィリアム・ピーター・ブラッティ
- 原案：カレブ・カー
- 脚本：ウィリアム・ウィッシャー（英語版）、アレクシ・ホーリー
- 撮影：ヴィットリオ・ストラーロ
- 編集：マーク・ゴールドブラット
- 音楽：トレヴァー・ラビン
- 特殊メイク：ゲイリー・タニクリフ

### 日本語版
| -            | ソフト版         | Netflix版 |
| ------------ | ---------------- | --------- |
| 演出         | 岩浪美和         |           |
| 翻訳         | KAN TAKASHIMA    | 大岩剛    |
| 調整         | 菊池一之         |           |
| 録音         | 菊池一之         |           |
| 録音スタジオ | KSSスタジオ      |           |
| 制作         | プロセンスタジオ |           |